# 니시야이즈역
니시야이즈역(일본어: 西焼津駅 니시야이즈에키[*])은 일본 시즈오카현 야이즈시에 있는 도카이 여객철도의 철도역이다.

## 역 구조
상대식 2면 2선 구조의 지상역이다. 역사는 선상 구조로 되어 있다.
야이즈역이 관리하는 업무 위탁역으로, 영업은 도카이 교통 사업이 대신 하고 있다.

### 승강장
| 1 | ■ 도카이도 본선 | 시즈오카 · 누마즈 방면   |
| 2 | ■ 도카이도 본선 | 하마마쓰 · 도요하시 방면 |

## 역사
- 1987년 3월 21일 - 일본국유철도 도카이도 본선 야이즈 역 ~ 후지에다 역 사이에 신설 개업.
- 1987년 4월 1일 - 민영화에 따라 도카이 여객철도의 소속이 되었다.
- 2008년 3월 1일 - TOICA의 사용이 개시되었다.

## 인접역
| 도카이 여객철도 도카이도 본선 | 도카이 여객철도 도카이도 본선 | 도카이 여객철도 도카이도 본선   |
| ----------------------------- | ----------------------------- | ------------------------------- |
| 야이즈 시즈오카·아타미 방면   | ■ 도카이도 본선               | 후지에다 하마마쓰·도요하시 방면 |